# Closure (The X-Files)
«Closure» es el undécimo episodio de la séptima temporada de la serie de televisión de ciencia ficción The X-Files, y el episodio 150 en general. Fue dirigido por Kim Manners y escrito por el creador de la serie Chris Carter y Frank Spotnitz. La entrega explora la mitología general de la serie y es la conclusión de un episodio de dos partes que gira en torno a la revelación final de lo que realmente le sucedió a la hermana de Fox Mulder (David Duchovny), Samantha. Emitido originalmente por la cadena Fox el 13 de febrero de 2000, «Closure» recibió una calificación Nielsen de 9,1 y fue visto por 15,35 millones de espectadores. El episodio recibió críticas en su mayoría positivas de los críticos; muchos sintieron que la revelación final fue emotiva y poderosa, aunque algunos no estaban contentos con la resolución.
El programa se centra en los agentes especiales del FBI Fox Mulder (Duchovny) y Dana Scully (Gillian Anderson) que trabajan en casos relacionados con lo paranormal, llamados expedientes X. Mulder cree en lo paranormal, mientras que la escéptica Scully ha sido asignada para desacreditar su trabajo, pero los dos han desarrollado una profunda amistad. En este episodio, después de que Mulder se ve obligado a aceptar que la muerte de su madre fue por su propia mano, un hombre cuyo hijo desapareció años antes lo lleva a otra verdad: que su hermana, Samantha, estaba entre las almas llevadas por walk-ins, salvando las almas de los niños condenados a vivir vidas infelices.
«Closure» fue un hito en la historia de la serie y finalmente reveló el destino de Samantha; este arco narrativo había impulsado gran parte de los episodios anteriores de la serie. El episodio fue escrito como una continuación del episodio anterior, «Sein und Zeit», pero se ramificó en un territorio diferente. Aunque la mayor parte del episodio se filmó en un estudio de sonido, varias escenas se filmaron en el lugar, como las escenas en la antigua Base de la Fuerza Aérea Norton en San Bernardino, California. Varias de las secuencias, específicamente aquellas que presentan las almas de los niños muertos, requirieron técnicas de filmación elaboradas. El episodio ha sido analizado por sus temas de creencias y esperanza.

## Argumento

### Trasfondo
Durante las primeras cinco temporadas de la serie, los agentes federales del FBI Fox Mulder (David Duchovny) y Dana Scully (Gillian Anderson) buscaron comprender la desaparición de la hermana de Mulder, Samantha, quien fue abducida cuando Mulder tenía 12 años. En el episodio anterior, «Sein und Zeit», Mulder y Scully localizaron a un asesino en serie que tenía como objetivo a los niños. Mientras investigaba el caso, Mulder comenzó a involucrarse emocionalmente, debido a las similitudes con la desaparición de su hermana.

### Eventos
Mulder y Scully ayudan a la policía de Sacramento en la investigación de un brutal asesinato cometido por Truelove, el dueño de Santa Village. A medida que se descubren los restos de más niños, admite haber matado a veinticuatro niños, pero niega haber asesinado a Amber Lynn LaPierre, quien desapareció de su casa en el episodio anterior. El psíquico Harold Piller se acerca a Mulder, quien le dice a Mulder que ha ayudado a las fuerzas del orden en todo el mundo y ha demostrado en varios casos que los niños habían sido secuestrados por «walk-ins», seres compuestos de luz estelar. Piller cree que los walk-ins salvan a los niños que sufrirán destinos terribles.
Scully se preocupa por la influencia de Piller sobre Mulder. Los agentes regresan a Washington, D. C., donde Mulder sigue buscando pruebas en el caso. Mientras tanto, Piller tiene otra visión de Samantha, lo que lleva a Mulder a la Base de la Fuerza Aérea April. Scully encuentra evidencia de que la desaparición de Samantha está relacionada con el fumador (William B. Davis); cuando regresa a su apartamento, lo encuentra esperándola. Él le dice que había cancelado la búsqueda de la hermana de Mulder cuando desapareció porque sabía que estaba muerta.
Cuando Mulder regresa a la Base de la Fuerza Aérea April, descubre pruebas de que Samantha vivía con el fumador junto con su hijo, Jeffrey Spender, y que se vio obligada a someterse a pruebas dolorosas. Scully encuentra un informe policial de 1979 de una niña que coincide con la descripción de Samantha y se entera de que la llevaron a la sala de emergencias de un hospital. Ella y Mulder encuentran a la enfermera que la trató, y la enfermera describe cómo Samantha desapareció de la misma manera que Amber, sin dejar rastro. Más tarde, Mulder camina por el bosque y recibe una visión de Samantha junto con los espíritus de otros niños. Al contarle a Scully y Piller sobre su visión, Piller reacciona mal al enterarse de que su hijo está muerto, mientras que Mulder acepta que su hermana está muerta y en un lugar mejor. Cuando Scully consuela a Mulder y le pregunta si está bien, él responde con un ahogado «Estoy bien. Soy libre».

## Producción

### Escritura

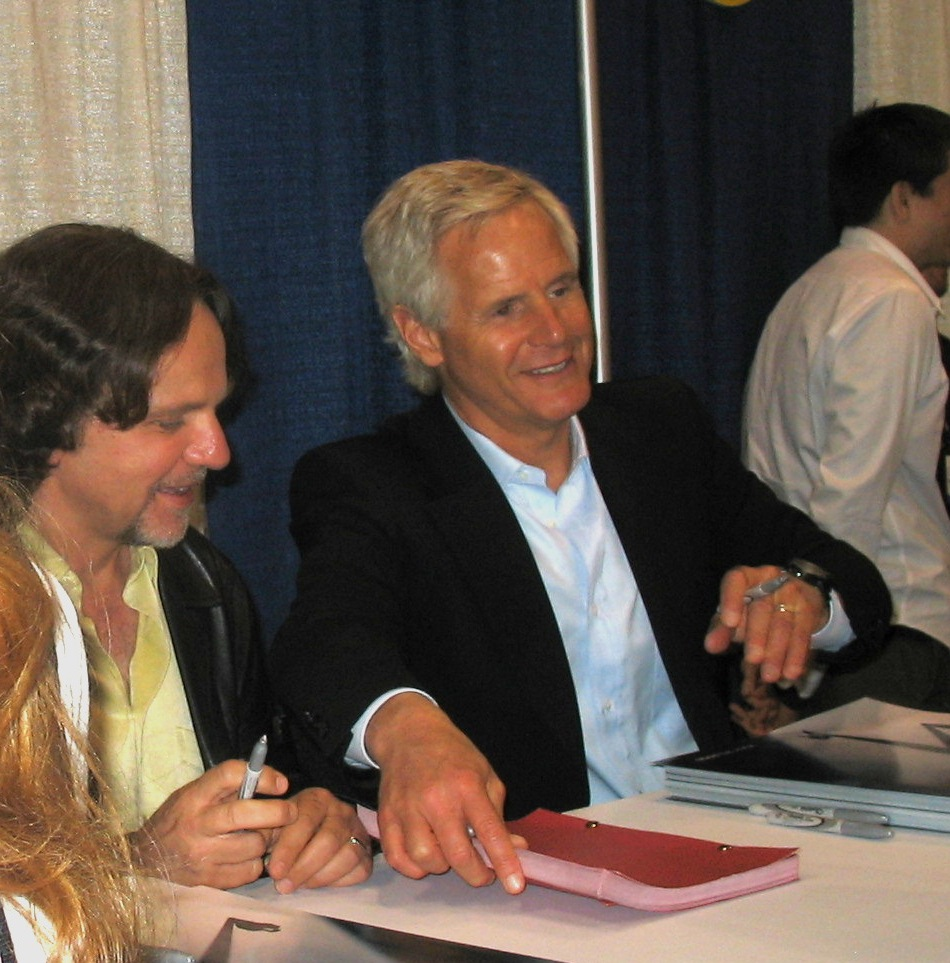
«Closure» fue escrito por Frank Spotnitz (izquierda) y Chris Carter (derecha) para cerrar el arco narrativo de Samantha Mulder.

«Closure», escrito por el creador de la serie Chris Carter y el productor ejecutivo Frank Spotnitz, puso fin a la búsqueda de Mulder por su hermana, Samantha, quien había sido abducida cuando él era un niño. Si bien la idea de cerrar el arco de la historia recibió reacciones mixtas de varios miembros de la producción y el equipo, muchos se dieron cuenta de que había llegado el momento de que el programa respondiera a una de sus preguntas más importantes. Spotnitz explicó que, «Creo que [la estrella de la serie, David Duchovny] se cansó de interpretar al hombre que extraña a su hermana. [...] Le dije: “Esta será la última vez que tendrás para interpretar [esa parte]”». Paul Rabwin señaló que, «Han pasado siete años. No creo que ninguno de nosotros vaya a extrañar a Samantha Mulder. Ese elemento y la motivación fueron muy fuertes en los primeros años del programa. Pero a medida que pasaron los años, ese tipo de especulación se desvaneció».
«Closure» continuó donde lo dejó el episodio anterior, «Sein und Zeit», pero se ramificó en territorio diferente. Carter explicó más tarde que, «emocionalmente, fue algo pesado para todos, pero necesariamente así. Estos episodios involucraron dos casos muy personales, la búsqueda de un asesino en serie [en “Sein und Zeit”] y la búsqueda de la hermana de Mulder [en “Closure”]». Marc Shapiro, en su libro All Things: The Official Guide to The X-Files, Vol. 6 señaló que, además de poner fin al arco de la historia de Samantha, el episodio fue «en gran medida un episodio [del fumador]» en el sentido de que exploró su participación en la abducción de Samantha y reveló a la audiencia que estaba gravemente enfermo. El lema del episodio se cambió del habitual «The Truth is Out There» (la verdad está ahí fuera) a «Believe to Understand» (creer para entender).

### Rodaje
Manners argumentó que «Closure» fue uno de los primeros episodios en los que el personal de producción pudo «filmar en Los Ángeles con el sol afuera». Antes de este episodio, el personal de producción del programa estaba «luchando con el hecho de que ya no estábamos en Vancouver y que nuestro programa de repente se había vuelto muy brillante y alegre». Para enmendar esto, Bill Roe, director de fotografía, usó ramas de árboles y ceferinos para bloquear la luz del sol. La primera escena con los walk-ins  levantándose de su tumba, filmada en el parque Griffith sobre el patio de recreo, fue «complicada», según el director Kim Manners, ya que se sentía incómodo diciéndoles a los niños que se levantaran de las «tumbas», sintiendo que podría lastimarlos psicológicamente; en cambio, hizo que el equipo llamara a los agujeros en el suelo «fuertes». Las escenas que tienen lugar en la Base de la Fuerza Aérea April se rodaron en San Bernardino, California, en un aeródromo cerrado, la antigua Base de la Fuerza Aérea Norton. En la base aérea había un gran complejo abandonado de más de 400 edificios (muchos de ellos casas) que habían sido construidos y utilizados por el ejército de los Estados Unidos. Según Manners, toda el área era un «espeluznante... pueblo fantasma», ya que muchas de las casas todavía estaban llenas de muebles viejos y abandonados. Originalmente, los productores querían que el nombre de la base de la fuerza aérea ficticia fuera «Base de la Fuerza Aérea March». Sin embargo, la presencia de una base de reserva aérea real con el mismo nombre ubicada a menos de 10 millas de distancia en Riverside, California, requirió un cambio a «Base de la Fuerza Aérea April». La escena en el restaurante fue filmada en Carriage Inn en Sepulveda Boulevard.
Durante el rodaje, David Duchovny decidió representar la escena del reencuentro de una manera contraria a lo que pedía el guion. Manners dijo más tarde: «En el guion, pedía que su hermana corriera y lo abrazara, y Mulder iba a empezar a llorar. David no quería llorar. Le dije: “David, finalmente te das cuenta de que tu hermana está, de hecho, muerta”. […] Él dijo: “Mira lo que hago, confía en mí”. Y sostuvo a esa pequeña actriz, había una sonrisa beatífica en su rostro que era absolutamente asombrosa». Manners estaba muy feliz con el cambio y lo incluyó en el corte final del episodio. Para crear la escena en la que los fantasmas de los niños muertos interactúan con los personajes, fue necesario superponer varias capas de película. Las escenas fueron laboriosas y se necesitaron «muchas pasadas» para completarlas. Una vez aseguradas las tomas, el metraje de los fantasmas tuvo que hacerse ligeramente transparente. En realidad, estas escenas se filmaron a la luz del día y se utilizó una fotografía especializada de «día por noche» (en la que los sujetos se iluminaron con luces brillantes y se evitó por completo el cielo) para hacer que la escena final pareciera haber sido filmada de noche. Las escenas se rodaron a 48 fotogramas por segundo, el doble de la velocidad normal de filmación del programa. Rebeca Toolan viajó a Los Ángeles desde Vancouver específicamente para este episodio y «Sein Und Zeit». Para crear su aparición fantasmal, el personal de producción filmó a Toolan y superpuso la imagen sobre una toma de Duchovny. Manners interpretó el papel del hipnotizador en el video que mira Scully, y el director convertido en actor luego señaló: «Solo actúo cuando en realidad no puedes ver mi cara». Manners criticó la peluca de Duchovny utilizada en esta escena, que se había agregado para hacer que las imágenes parecieran más antiguas. Señaló con sarcasmo que «este [no] es uno de los episodios por los que Cheri Medcalf [la directora de maquillaje del programa] ganó un Emmy».
El compositor Mark Snow describió su partitura como poseedora de un «sentido de fervor y religiosidad bíblicos, una elegía, un sentimiento al respecto que fue tan poderoso y conmovedor para mí». «My Weakness», una canción de Moby de su álbum Play, de 1999, se usa en este episodio, primero cuando el FBI descubre la fosa común y finalmente en la escena final cuando Mulder se encuentra con el espíritu de su hermana. Carter nunca le contó a Snow sobre la decisión de usar la música de otra persona, aunque desde entonces Snow ha dicho que su reacción al uso de la canción fue muy positiva y que la canción encajaba «perfectamente». Otra canción de Moby, «The Sky is Broken» también de Play, aparecería en el episodio posterior de la séptima temporada «all things».

## Temas
Según Amy M. Donaldson en su libro We Want to Believe: Faith and Gospel in The X-Files, el monólogo de apertura de Mulder puede ser un ejemplo de que «Mulder ahora es más receptivo a la posibilidad de la intervención de Dios». A lo largo de gran parte de la serie, Mulder ha mostrado un desdén por la religión. Sin embargo, en «Closure», Donaldson señala que «la creencia de Mulder en Dios, como siempre, gira en torno a sus creencias sobre el destino de su hermana». Como tal, Mulder expresa su esperanza de que aquellos que mueren de manera cruel «vivan de alguna otra manera». Además, argumenta que debido a que «Closure» comienza con el lema «Creer para comprender», Mulder debe «dar un salto de fe» para encontrar la iluminación y, en última instancia, la verdad sobre su hermana. La primera mitad del episodio se desarrolla de acuerdo con el lema; Mulder primero cree en «su deseo declarado en la voz en off de apertura», y luego encuentra el cierre.
Donaldson también compara elementos del episodio con las tramas de otros episodios, como la entrada de la cuarta temporada «Paper Hearts», en la que se sugiere que un asesino en serie asesinó a Samantha. En «Paper Hearts», el padre de una víctima señala que la incertidumbre del asesinato de su hija permitió a los involucrados «considerar las posibilidades, tanto para lo mejor como para lo peor». Sin embargo, una vez que se revela que su hija fue asesinada, toda esperanza se desvanece. Por el contrario, Mulder se aferra a la posibilidad de que Samantha esté viva durante gran parte de la serie, pero cuando se da cuenta de que ella está realmente muerta en «Closure», la esperanza desaparece pero en su lugar se encuentra la paz. Paralelamente a la aceptación de Mulder, Harold Piller se niega a creer que su hijo está muerto; como tal, «se aferra a la posibilidad [porque] la incertidumbre le permite tener esperanza».

## Recepción

### Audiencia
«Closure» se emitió por primera vez en los Estados Unidos el 13 de febrero de 2000. El episodio obtuvo una calificación Nielsen de 9.1, con una participación de 13. Las clasificaciones Nielsen son sistemas de medición de audiencia que determinan el tamaño de la audiencia y la composición de la programación de televisión en los EE. UU. Esto significa que aproximadamente el 9,1 por ciento de todos los hogares equipados con televisión y el 13 por ciento de los hogares que ven televisión estaban viendo el episodio. Fue visto por 15,35 millones de espectadores en los Estados Unidos. El episodio se incluyó más tarde en The X-Files Mythology, Volume 3 – Colonization, una colección de DVD que contiene episodios relacionados con los planes de los colonizadores extraterrestres para apoderarse de la tierra.

### Reseñas iniciales
Las críticas iniciales fueron mixtas, algunos críticos aplaudieron la conclusión de la historia y otros se burlaron de ella. Tom Kessenich, en su libro Examinations: An Unauthorized Look at Seasons 6–9 of the X-Files, opinó que el episodio funcionaba mejor «si se olvidaban algunas de las pistas anteriores relacionadas con Samantha», como cuando el cazarrecompensas extraterrestre le dijo a Mulder que ella todavía estaba viva en «End Game». A pesar de esto, escribió que «era justo que Samantha estuviera muerta ya que la vida de Mulder siempre se había definido por lo que ha perdido, no por lo que ha encontrado». Supuso que el episodio no fue «perfecto», pero que sus «ventajas superaron con creces cualquier paso en falso en el camino». También elogió «la calidad etérea de los últimos momentos», y escribió que «levantaron este episodio y lo convirtieron en uno de los más memorables de la temporada». Kenneth Silber de Space.com se mostró complacido con el episodio y escribió, «“Closure” es un episodio satisfactorio, uno que pone fin a la ya tediosa búsqueda de la hermana de Mulder, Samantha». Jeremy Conrad de IGN se refirió al episodio como «excelente» y señaló que una gran parte de la mitología de The X-Files terminó con la resolución de la abducción de Samantha, diciendo, «[“Closure” es] una respuesta final y concreta a la única cosa que impulsó a Mulder durante toda la serie. De alguna manera, cuando obtuvo esa respuesta una parte importante de la historia de The X-Files terminó».
No todas las críticas fueron positivas. Paula Vitaris de CFQ le dio al episodio una crítica negativa y le otorgó una estrella y media de cuatro. Ella escribió: «En lugar de un final grandioso, impresionante y desgarrador que debería ser el clímax de la búsqueda de Samantha por parte de Mulder, la historia termina sin sentido con algunas tonterías acerca de que Samantha es una de los niños de la luz de las estrellas». Bobby Bryant y Tracy Burlison de The State llamaron al episodio el «peor» episodio de «conspiración». Los dos notaron que debido a que «un principio de The X-Files fue que la hermana de Mulder, Samantha, había sido (a) secuestrada por extraterrestres o (b) secuestrada por conspiradores del gobierno», el hecho de que en realidad se había convertido en un espíritu «ofrece insanamente una explicación sobrenatural a un misterio de ciencia ficción».

### Reseñas posteriores
Las críticas posteriores han visto «Closure» de una manera mucho más positiva, y muchos críticos elogiaron su final. Zack Handlen de The A.V. Club otorgó al episodio una «A−». Argumentó que el episodio funcionó debido a dos escenas: la secuencia en la que Mulder lee en voz alta el diario de Samantha y la toma final de Mulder reuniéndose con su hermana. Escribió que la «absoluta simplicidad» del primero lo hacía emocionalmente poderoso, y que el segundo era «un poco cursi, un poco surrealista, un poco encantador» pero, no obstante, «un momento hermoso». Meghan Deans de Tor.com sintió que la historia era «tonta», pero que, cuando se combina con la idea de que Samantha era realmente una víctima inocente, se convierte con éxito en un «alivio». Ella lo llamó una movida que «el programa debe darle a Mulder, y a nosotros, para cerrar esta historia para siempre». Robert Shearman y Lars Pearson, en su libro Wanting to Believe: A Critical Guide to The X-Files, Millennium & The Lone Gunmen, calificaron el episodio con cuatro estrellas de cinco y lo llamaron «valiente». Los dos notaron que si bien parte del sentimentalismo se lleva demasiado lejos, como cuando Mulder encuentra el diario de su hermana hablándole, o cuando Mulder habla de que todas las almas perdidas son estrellas, el «momento crítico» en el que Mulder se reúne con su el espíritu de la hermana es «extraordinariamente conmovedor».